# تلفن همراه و رانندگی ایمن

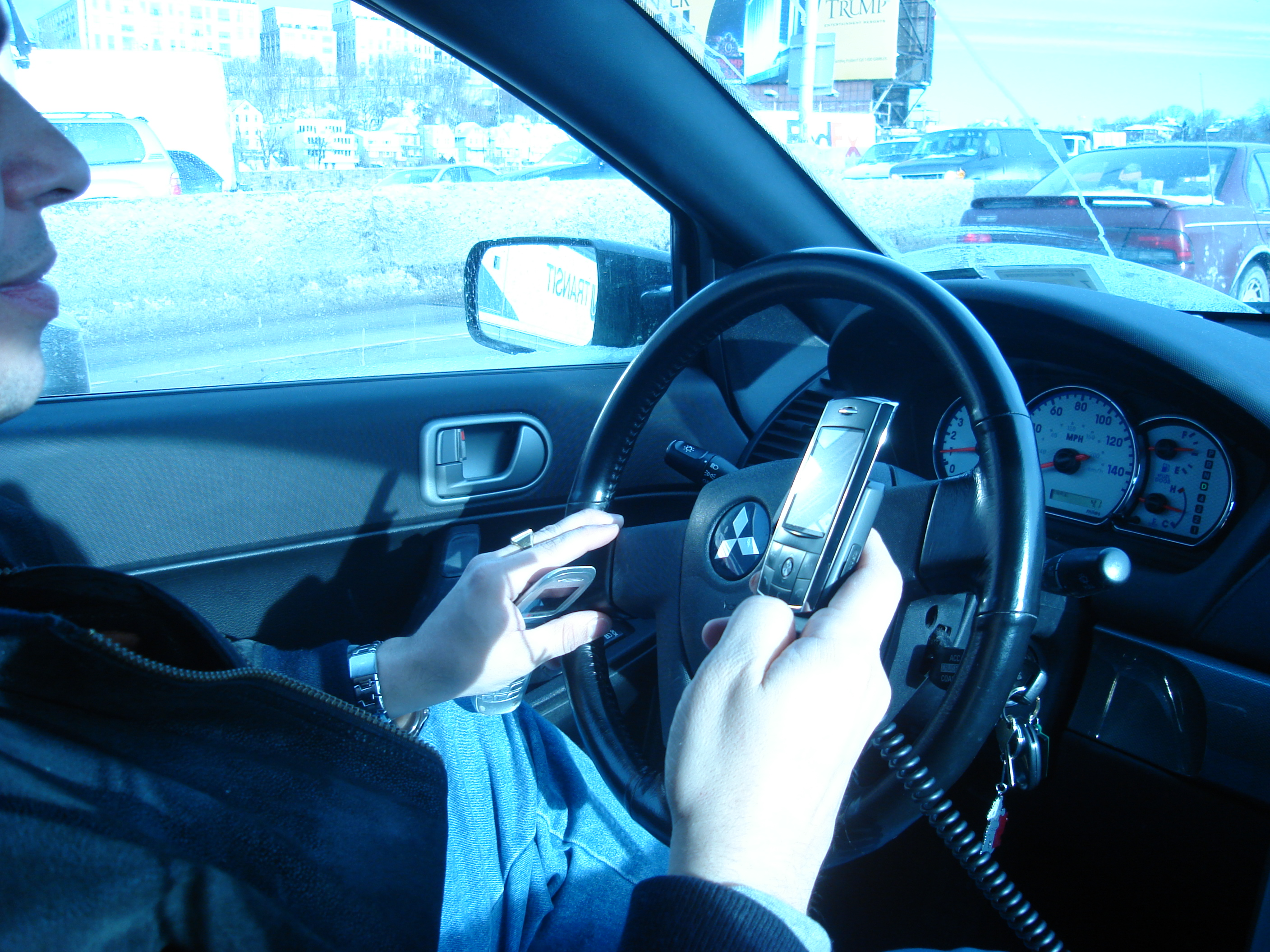
از هر ۴ تصادف خودرو در ایالات متحده، یکی از آنها به دلیل ارسال پیامک در هنگام رانندگی بوده‌است.

تلفن همراه و رانندگی ایمن (انگلیسی: Mobile phones and driving safety) استفاده از تلفن همراه در هنگام رانندگی، شیوه‌ای است معمول هر چند، عاملی بسیار مهم در ایجاد حواس‌پرتی در رانندگی و بروز تصادفات است و به همین جهت، عملی بسیار خطرناک تلقی می‌شود. به دلیل تعداد بسیار زیاد تصادفاتی که مرتبط با برقراری تماس یا ارسال پیامک در هنگام رانندگی هستند، بسیاری از حوزه‌های قضایی در کشورهای مختلف، استفاده از تلفن همراه در هنگام رانندگی را منع کرده‌اند. آن دسته از افرادی که در هنگام رانندگی پیامک ارسال می‌کنند، ۲۳ برابر بیشتر در معرض تصادف قرار می‌گیرند.